# Blakea elliptica
Blakea elliptica là một loài thực vật có hoa trong họ Mua. Loài này được (Gleason) Almeda mô tả khoa học đầu tiên năm 1984.